# كنفودة
قنفوذة هي جماعة قروية تابعة لإقليم جرادة ضمن الجهة الشرقية بالمغرب. بلغ مجموع عدد سكانها حسب إحصاءات 2004 حوالي 5748 نسمة من بينهم 11 أجنبي يعيشون في 1009 أسرة.

## إحصاء عام
| السنة | عدد السكان | عدد الأسر | عدد الأجانب |
| ----- | ---------- | --------- | ----------- |
| 1994  | 5560       | 883       | °°°°        |
| 2004  | 5748       | 1009      | 11          |